# La famille de saltimbanques
La famille de saltimbanques, (A família de saltimbancos em português), é um quadro do pintor espanhol Pablo Picasso, datado de 1905, que marca a transição entre sua fase azul e a fase rosa, sendo considerado uma das maiores obras-primas. O óleo sobre tela tem 212,8 X 229,6 cm e encontra-se exposto em Washington, na National Gallery of Art. Pertence à fase rosa, anterior ao cubismo, em que Picasso volta a se aproximar dos princípios clássicos de beleza. Suas telas adquirem um tom mais natural e delicado, com predominância da cor rosa e vermelho. Nesta fase, ocorrida entre a segunda metade do ano 1904 e durante 1905, o artista desenhava, gravava e pintava várias figuras e pequenos grupos de saltimbancos, arlequins e bobos da corte. 
O quadro, cuja paisagem é caracterizada por um ambiente triste, retrata uma família de saltimbancos, provavelmente inspirado no Circo Médrano que ficava localizado próximo a casa de Picasso, no bairro boêmio de Monmartre (em Paris). Os saltimbancos eram considerados a classe mais inferior dentre os acrobatas, comumente se apresentavam improvisadamente de cidade em cidade. Chama atenção a imagem dos saltimbancos - comumente associados à diversão, crianças e alegria - destoando do deserto duro, estático e desolado ao fundo. Assim como na literatura, as artes plásticas da época passou a explorar o tema do circo, vindo a ganhar importância notável na França, ao final do século XVIIII. Outros pintores que manifestam essa atração pelo tema circense são os impressionistas e pós-impressionistas Edgar Degas, Pierre-Auguste Renoir, Georges Seurat e Van Gogh. Eles sentiam-se tão marginalizados como artistas de vanguarda quanto os artistas circenses.
A ênfase anterior nos gestos, característica do maneirismo, e o exagero no comprimento das figuras deu lugar a posições forçadamente contrapostas dos corpos presentes no quadro.  Ainda que afastado do azul, que denotava sofrimento, em A Família dos Saltimbancos, Picasso segue representando certo espírito de introspecção e triste contemplação da vida.  Ao contrário da interação circense esperada para as figuras, elas se mostram psicologicamente isoladas uma da outra, e do próprio espectador. Na falta de um objetivo, uma plateia e um número para apresentar, os artistas encontram-se pesados. As diferentes direções para qual olham promovem uma sensação de perda de sentido até mesmo em quem olha. Na obra, a plasticidade dos corpos é também realçada pelas vestimentas justas, colocadas numa espécie de segunda camada de pele colorida. 
A partir do silêncio das bocas, pintadas sem expressão, e do vazio estendido no horizonte do deserto, o artista espanhol constrói uma narrativa do silêncio e faz com que o espectador se pegue indagando o motivo pelo qual a família de saltimbancos encontra-se na situação angustiante do quadro. A classe de brincalhões já havia sido retratada de forma triste por outros pintores franceses, como Antoine Watteau e Paul Cézanne, os saltimbancos eram já reconhecidos por tal aspecto. A obra de Picasso, no entanto, concretiza o retrato dos apátridas, pessoas sem local. Esta questão liga-se ao silêncio estudado na obra de Hannah Arendt, segundo a filósofa alemã, não há situação mais degradante para o homem do que a perda irremediável de um lugar no mundo.
Completando uma metamorfose desde o final da adolescência até a fase adulta, a transformação psicológica de Picasso se deu em paralelo à sua própria mudança artística, desde melancólico período azul de perdas e depressão até o revitalizado "eu" do período rosa. É interessante que o primeiro amor de que se sabe de Picasso, quando era adolescente, foi uma motociclista de circo chamada Rosa. 
Exames radiológicos realizados na pintura revelaram que esta foi produzida em cinco estágios, num período de aproximadamente nove meses. Ocupando mais da metade da tela, os personagens do circo aparecem em meio à um cenário sem tempo nem espaço, enquanto uma mulher ocupa a parte restante. Esta encontra-se de frente para o observador, tal como os dois garotos e o bufão. Diferentemente dos saltimbancos, ela está bem vestida e usa um chapéu enfeitado com flores. O arlequim, que está de costas, direciona seu olhar para a jovem. Enquanto a garotinha, também de costas, carrega uma cesta com as mesmas flores do chapéu da mulher, podendo esses serem indicativos da relação da mesma com o grupo. Com o intuito de criar uma visão perturbadora, Picasso deixa conscientemente na obra uma porção de erros.  A pintura enigmática continua evocando uma sensação de mistério e várias interpretações a partir de sua contemplação. O artista espanhol costumava datar seus trabalhos, mas raramente os nomeava. Essa pintura originalmente não dispunha de título, este veio derivado do conteúdo.